# Melanerpini
Melanerpini – plemię ptaków podrodziny dzięciołów (Picinae) w rodzinie  dzięciołowatych (Picidae).

## Zasięg występowania
Plemię obejmuje gatunki występujące w Ameryce, Afryce i Eurazji.

## Systematyka
Do plemienia należą następujące rodzaje:
- Sphyrapicus S.F. Baird, 1858
- Xiphidiopicus Bonaparte, 1854 – jedynym przedstawicielem jest Xiphidiopicus percussus (Temminck, 1826) – kubańczyk
- Melanerpes Swainson, 1832
- Picoides Lacépède, 1799
- Yungipicus Bonaparte, 1854
- Dendrocoptes Cabanis & F. Heine Sr., 1863
- Leiopicus Bonaparte, 1854 – jedynym przedstawicielem jest Leiopicus mahrattensis (Latham, 1801) – dzięcioł żółtoczelny
- Dendropicos Malherbe, 1849
- Chloropicus Malherbe, 1849
- Dendrocopos Koch, 1816
- Dryobates Boie, 1826
- Leuconotopicus Malherbe, 1845
- Veniliornis Bonaparte, 1854